# 玉泉亭
玉泉亭位于中国浙江省宁波市鄞州区东吴镇画家村周家岙自然村玉泉岭顶，亭坐东朝西，为木石结构，地面铺设卵石，现次间新置石桌石凳，碑记置于北次间前，井泉位于其左侧，因其水以玉白色而得名，亭因此得名，2010年9月公布为鄞州区文物保护单位。